# Sam Lacey
Samuel « Sam » Lacey, né le 28 mars 1948, à Indianola, Mississippi, et mort le 14 mars 2014,, est un joueur américain de basket-ball.
Pivot issu de l'université d'État de New Mexico, Lacey joua 13 saisons (de 1970 à 1983) en National Basketball Association en tant que membre des Royals de Cincinnati, des Kings de Kansas City, des Nets du New Jersey et des Cavaliers de Cleveland. Lacey réalisa des moyennes de plus de 10 rebonds par match lors de ses six premières saisons et fut le 3e meilleur rebondeur de la ligue lors de la saison 1974-75. En 1975, il participa au NBA All-Star Game.
Il est l'un des cinq joueurs (avec Hakeem Olajuwon, Julius Erving, David Robinson et Ben Wallace) à avoir compilé 100 contres et 100 interceptions lors de six saisons consécutives.
Il a vu son maillot retiré (numéro 44) par les Kings de Sacramento.
Lacey était devenu entraîneur de l'équipe ABA des Mississippi Miracles.

## Biographie

### Jeunesse
Sam Lacey naît le 8 mars 1948 à Indianola, dans le Mississippi. Adolescent, il fréquente la Gentry High School dans cette même ville, où il pratique le basket-ball dans l'équipe du lycée. Il a par ailleurs été élu MVP du Mississippi High School All Star Game durant ses années lycéennes.

### Carrière universitaire
En 1966, Ed Murphy, assistant-coach de l'équipe de basket-ball des Aggies de New Mexico State et présent dans la région pour scouter des lycéens, repère le jeune Lacey lors d'un match de Gentry. Il parle alors de ce pivot dominant de 2,08 m à l'entraîneur principal des Aggies, Lou Henson, qui décide de le recruter. C'est ainsi que Sam Lacey intègre l'Université d'État du Nouveau-Mexique dès l'automne 1966. 
Au cours des trois saisons où il joue pour l'équipe senior, de 1967 à 1970, les Aggies enregistrent un bilan combiné de 74 victoires pour 14 défaites et participent logiquement au tournoi NCAA à l'issue de ces trois saisons. En 1968, il est élu meilleur joueur de l'Evansville Classic.
Lors de la saison NCAA 1969-1970, en tant que joueur senior, Sam Lacey réalise une moyenne de 17,7 points et 15,9 rebonds par match, ce qui affirme son rôle de leader des Aggies. Cette saison-là, Lacey et son coéquipier Jimmy Collins, également très important dans l'effectif avec une moyenne de 24,3 points par match, mènent New Mexico State à sa première et unique participation au Final Four du tournoi NCAA. 
Dans cette compétition, les Aggies écartent successivement les Universités de Rice, Kansas State et Drake avant de s'incliner face au futur champion, les Bruins de l'UCLA du légendaire entraîneur John Wooden, en demi-finale. Lors de ce match, Lacey se blesse au pied au début du match et New Mexico State ne peut malheureusement pas rivaliser sans son meilleur joueur en deuxième mi-temps. Cependant, les Aggies remportent le match pour la troisième place contre les Bonnies de Saint Bonaventure pour terminer sur une note positive, avec un gros bilan de 27 victoires pour seulement 3 défaites, et finir l'année à la 5ème place du classement national en NCAA.
Pendant ses années à New Mexico State, Sam Lacey établit des records en nombre de rebonds pris dans une carrière, une saison et un match. En 2025, sa moyenne de 15,9 rebonds par match en 1969-1970 reste encore le record de l'équipe pour un joueur, et son total de 493 rebonds cette saison-là l'est également. 
En 1975, il est intronisé au Athletics Hall of Fame de l'Université d'État du Nouveau-Mexique. En février 2008, Lacey est parmi les premières personnalités de l'équipe intronisés dans le Ring of Honnor des Aggies, avec son entraîneur Lou Henson et le joueur Billy Joe Price. Enfin, en 2015, il devient le premier joueur de basket-ball de l'État du Nouveau-Mexique à être intronisé au New Mexico Sports Hall of Fame.

## Statistiques
gras = ses meilleures performances

### Universitaires
Statistiques en université de Sam Lacey
| Saison    | Équipe           | Matchs | % Tir | % LF | Rbds/m. | Pass/m. | Pts/m. |
| --------- | ---------------- | ------ | ----- | ---- | ------- | ------- | ------ |
| 1967-1968 | New Mexico State | 29     | 46,9  | 72,4 | 11,6    | 1,0     | 15,1   |
| 1968-1969 | New Mexico State | 29     | 43,2  | 62,4 | 15,0    | 1,0     | 15,8   |
| 1969-1970 | New Mexico State | 31     | 46,3  | 63,8 | 15,9    | 1,3     | 17,7   |
| Carrière  | Carrière         | 89     | 45,4  | 66,0 | 14,2    | 1,1     | 16,3   |

### Professionnelles

#### Saison régulière
Légende :
| Meilleur joueur de cette catégorie statistique de la saison |

gras = ses meilleures performances
Statistiques en saison régulière de Sam Lacey
| Saison        | Équipe            | Matchs | Titul. | Min./m | % Tir | % 3pts | % LF  | Rbds/m. | Pass/m. | Int/m. | Ctr/m. | Pts/m. |
| ------------- | ----------------- | ------ | ------ | ------ | ----- | ------ | ----- | ------- | ------- | ------ | ------ | ------ |
| 1970-1971     | Cincinnati        | 81     | —      | 32,7   | 41,8  | —      | 68,7  | 11,3    | 1,4     | —      | —      | 13,5   |
| 1971-1972     | Cincinnati        | 81     | —      | 35,0   | 42,2  | —      | 70,4  | 12,0    | 2,1     | —      | —      | 11,6   |
| 1972-1973     | Kansas City-Omaha | 79     | 79     | 37,1   | 47,4  | —      | 70,8  | 11,8    | 2,4     | —      | —      | 13,5   |
| 1973-1974     | Kansas City-Omaha | 79     | 77     | 39,3   | 47,6  | —      | 74,9  | 13,4    | 3,8     | 1,6    | 2,3    | 14,2   |
| 1974-1975     | Kansas City-Omaha | 81     | 81     | 41,7   | 42,7  | —      | 75,4  | 14,2    | 5,3     | 1,7    | 2,1    | 11,5   |
| 1975-1976     | Kansas City       | 81     | 81     | 38,1   | 40,1  | —      | 75,9  | 12,6    | 4,7     | 1,6    | 1,7    | 12,8   |
| 1976-1977     | Kansas City       | 82     | 77     | 31,6   | 42,2  | —      | 76,2  | 9,0     | 4,7     | 1,5    | 1,6    | 10,6   |
| 1977-1978     | Kansas City       | 77     | 61     | 27,7   | 44,9  | —      | 71,7  | 8,3     | 3,9     | 1,6    | 1,4    | 8,6    |
| 1978-1979     | Kansas City       | 82     | 80     | 32,0   | 50,2  | —      | 73,9  | 8,6     | 5,2     | 1,3    | 1,7    | 10,6   |
| 1979-1980     | Kansas City       | 81     | 80     | 29,8   | 44,8  | 0,0    | 74,1  | 8,0     | 5,7     | 1,4    | 1,3    | 9,2    |
| 1980-1981     | Kansas City       | 82     | 65     | 27,2   | 44,2  | 20,0   | 78,6  | 7,1     | 4,9     | 1,2    | 1,5    | 6,9    |
| 1981-1982     | Kansas City       | 2      | 1      | 10,0   | 60,0  | —      | 0,0   | 2,0     | 2,0     | 1,0    | 0,5    | 3,0    |
| 1981-1982     | New Jersey        | 54     | 6      | 12,0   | 43,0  | 0,0    | 77,1  | 1,9     | 1,4     | 0,4    | 0,7    | 2,9    |
| 1982-1983     | Cleveland         | 60     | 33     | 20,5   | 42,0  | 22,2   | 78,4  | 3,9     | 2,0     | 0,5    | 0,4    | 4,2    |
| Carrière      | Carrière          | 1002   | 721    | 31,8   | 44,1  | 18,8   | 73,8  | 9,7     | 3,7     | 1,3    | 1,5    | 10,3   |
| All-Star Game | All-Star Game     | 1      | 0      | 17,0   | 33,3  | —      | 100,0 | 7,0     | 1,0     | 2,0    | 1,0    | 6,0    |

#### Playoffs
Statistiques en playoffs de Sam Lacey
| Saison   | Équipe            | Matchs | Titul. | Min./m | % Tir | % 3pts | % LF | Rbds/m. | Pass/m. | Int/m. | Ctr/m. | Pts/m. |
| -------- | ----------------- | ------ | ------ | ------ | ----- | ------ | ---- | ------- | ------- | ------ | ------ | ------ |
| 1975     | Kansas City-Omaha | 6      | 6      | 44,0   | 37,7  | —      | 61,1 | 15,7    | 5,0     | 2,0    | 1,5    | 9,5    |
| 1979     | Kansas City       | 5      | 5      | 35,2   | 38,1  | —      | 78,9 | 10,2    | 4,2     | 1,8    | 2,0    | 9,4    |
| 1980     | Kansas City       | 3      | 3      | 33,7   | 38,1  | 100,0  | 75,0 | 7,3     | 4,3     | 2,3    | 0,7    | 6,7    |
| 1981     | Kansas City       | 15     | 15     | 35,5   | 42,0  | 0,0    | 85,7 | 8,0     | 5,3     | 1,9    | 1,5    | 10,0   |
| Carrière | Carrière          | 29     | 29     | 37,0   | 40,1  | 25,0   | 77,6 | 9,9     | 5,0     | 1,9    | 1,5    | 9,4    |

## Pour approfondir
- Liste des joueurs en NBA ayant joué plus de 1 000 matchs en carrière.
- Liste des meilleurs rebondeurs en NBA en carrière.